# Abronia chiszari
Espèce
Statut de conservation UICN

 EN B1ab(iii) : En danger
Abronia chiszari est une espèce de sauriens de la famille des Anguidae.

## Répartition
Cette espèce est endémique du Veracruz au Mexique. Elle se rencontre entre 360 à 800 m d'altitude dans la Sierra de los Tuxtlas. Elle a été découverte sur les pentes du volcan Santa Marta,.

## Étymologie
Cette espèce est nommée en l'honneur de David Alfred Chiszar.

## Menaces
Abronia chiszari est menacée par la déforestation. Son taux de population est en baisse.

## Habitat
Abronia chiszari vit au sommet des arbres de forêt et des forêts vierges, et vit donc dans des forêts avec des arbres matures.

## Publication originale
- Smith & Smith, 1981 : Another epiphytic alligator lizard (Abronia) from Mexico. Bulletin of the Maryland Herpetological Society, vol. 17, no 2, p. 51-60.